# 최민서 (축구 선수)
최민서(2002년 3월 5일~ )는 대한민국의 전직 축구 선수로 선수 시절 포지션은 공격수였다.

## 구단 경력

### FC 안양
전북특별자치도 부안군 출생으로 2021 시즌을 앞두고 포항 스틸러스에 입단하자마자 K리그2의 FC 안양으로 임대 이적하여 U-22 규정으로 꾸준히 선발 출전 기회를 받았음에도 불구하고 전반 중반에 교체 아웃되는 등 그다지 두각을 드러내지 못했고 결국 2021 시즌 공식전 11경기 출전에 그친 채 포항으로 복귀했다.

### 김포 FC
2022 시즌 겨울 이적 시장을 통해 K리그2 신생팀인 김포 FC와 입단 계약을 체결한 뒤 시즌 초반부터 조금씩 출전 기회를 얻었지만 이렇다할 활약을 보이지 못했고 김포로 이적 후에도 단 1개의 공격포인트를 기록하지 못하며 결국 2023년 1월 김포 FC와의 계약을 종료한 이후 새 소속팀을 찾지 못한 채 프로 데뷔 2년만에 선수 생활을 그만두었다.

## 국가대표팀 경력

### 대한민국 U-17
U-17 대표팀의 일원으로 2018년 AFC U-16 챔피언십에 출전하여 팀의 4년만의 AFC U-17 아시안컵 4강 진출 및 통산 6번째 U-17 월드컵 본선 진출에 일조했다.
그 후 2019년 FIFA U-17 월드컵 본선 엔트리에도 이름을 올린 뒤 아이티와의 C조 조별리그 1차전과 앙골라와의 16강전에서 득점을 성공시키며 2009년 이후 10년만의 통산 3번째 U-17 월드컵 8강 진출의 일등공신으로 활약했다.

## 수상

### 국가대표팀
대한민국 U-17
- AFC U-17 아시안컵 : 4강 (2018)